# Heroína (película de 1972)
Heroína es una película filmada en colores de Argentina dirigida por Raúl de la Torre sobre su propio guion escrito en colaboración con Emilio Rodrigué según la novela homónima de Rodrigué que se estrenó el 29 de junio de 1972 y que tuvo como protagonistas a Graciela Borges, Pepe Soriano, Lautaro Murúa y María Vaner.

## Sinopsis
Peny es una joven de veintiséis años que vive en un apartamento de Buenos Aires y trabaja como traductora.
Cuando se celebra el vigésimo congreso nacional de psicología, Peny conoce a un médico puertorriqueño, Gonzáles, con quien tiene una pequeña aventura, pero éste se da cuenta de la inestabilidad emocional de Peny cuando ella reacciona a gritos en la asamblea como producto de un juego terapéutico.
Peny vive traumatizada por un oscuro pasado y le cuesta entablar vínculos con la gente. Posteriormente, es diagnosticada con esquizofrenia e internada en un hospital psiquiátrico. Su situación parece cambiar y dar un giro cuando el Doctor Gonzáles le envía una carta y ella está dispuesta volver a verlo.

## Reparto
- Graciela Borges como María Penélope Crespo "Peny"
- Pepe Soriano
- Lautaro Murúa como el Dr. Javier González
- María Vaner como Susana
- Eduardo Pavlovsky como el médico psiquiatra y terapeuta de Peny
- China Zorrilla como Marta
- Héctor Pellegrini como Juan, compañero de la terapia de grupo de Peny
- Emilio Rodrigué
- Manuel Rey Millares
- Adrián Ghío como José María, compañero de la terapia de grupo de Peny
- Sergio Renán
- Domingo Basile
- Rubén Tobías
- Carlos Muñoz

## Comentarios
En La Opinión escribió Agustín Mahieu:

”Muestra de madurez expresiva y técnica.”

Primera Plana opinó:

”Del diván a la vida…Gratificará al espectador de clase media y alta…refleja una problemática de enorme actualidad y vigencia…Mejor producción nacional estrenada en el año que corre.”

Manrupe y Portela escriben:

”Psi, morosa, interesante para algunos y aburrida para otros, concierto prestigio para el director y su estrella fetiche.”